# Johan Casimir van Nassau-Gleiberg
Johan Casimir van Nassau-Gleiberg (Ottweiler, 24 september 1577 - Wehen, 29 maart 1602) was graaf van Nassau-Gleiberg, een deel van het graafschap Nassau. Hij stamt uit de Walramse Linie van het Huis Nassau.

## Biografie
Johan Casimir was de vijfde zoon van graaf Albrecht van Nassau-Weilburg en Anna van Nassau-Siegen, dochter van graaf Willem I "de Rijke" van Nassau-Siegen en Juliana van Stolberg-Wernigerode.
Na het overlijden van zijn vader op 11 november 1593, volgde Johan Casimir hem op samen met zijn broers Lodewijk en Willem. Hun oom graaf Filips III van Nassau-Saarbrücken werd tot voogd van Johan Casimir benoemd. Reeds op 6 maart 1594 verdeelden de drie broers de erfenis. Hun oom was hun daarbij behulpzaam. Lodewijk verkreeg Ottweiler, Willem verkreeg Weilburg en Burgschwalbach, en Johan Casimir verkreeg Gleiberg. De gravin-weduwe en moeder Anna verkreeg het ambt Wehen als weduwengoed.
Aangezien de residentie Burcht Gleiberg niet zo comfortabel was als de andere twee, ontving Johan Casimir 4.000 gulden van zijn broer Willem en 2.000 gulden van zijn broer Lodewijk om zijn residentie passend uit te kunnen bouwen. In de verdeling werd ook bepaald dat de burchten Homburg, Blieskastel, Lahr, Bensdorf en Helflingen gezamenlijk zouden worden beheerd. Vervreemdbare en onvervreemdbare schulden werden volgens een vastgelegde verdeelsleutel over de drie broers verdeeld.
Filips III van Nassau-Saarbrücken sloot op 12 augustus 1594 met zijn neven een erfverdrag, aangezien hij zelf geen mannelijke nakomelingen had. De drie broers zouden na zijn overlijden alle landen onder elkaar moeten verdelen. Zijn dochter Anna Amalia, die met graaf George van Nassau-Dillenburg getrouwd was, zou een bedrag van 20.000 gulden, dat haar volgens het op 13 maart 1574 tot stand gekomen verdrag toekwam, alsook nog eens 20.000 gulden als vergoeding voor fruit, wijn, kleding, keuken- en huisgerei, moeten ontvangen.
Johan Casimirs broer Willem overleed op 19 november 1597. De overlevende broers Lodewijk en Johan Casimir verklaarden de erfenis tot gemeenschappelijk bezit en regeerden dit samen. In 1599 werd Johan Casimir meerderjarig verklaard en regeerde hij zijn bezit vanaf toen alleen.
Filips III van Nassau-Saarbrücken stelde op 22 juli 1601 een nieuw verdrag op ten gunste van zijn neven en legde onder meer vast dat Johan Casimir het ambt Weilburg, Merenberg, Löhnberg, Alt- en Neuweilnau, de stad Usingen, het Gericht Stockheim, het ambt Nassau, Kasteel Sonnenberg, Wehen, Kirberg, Reichelsheim, Stauf en het Klooster Rosenthal zou moeten ontvangen. Filips III overleed op 12 maart 1602, waarbij de broers de vastgelegde erfenis verkregen. Voordat de erfenis aanvaard kon worden, overleed Johan Casimir op 29 maart 1602. Met zijn dood stierf de tak Nassau-Gleiberg uit en zijn hele erfenis viel aan de enige overlevende broer, Lodewijk II.
Johan Casimir werd op 14 april 1602 begraven in de Sint-Maartenskerk te Weilburg. In 1909 werd hij herbegraven in de nieuwe crypte in de Slotkerk van Weilburg.

## Huwelijk en kinderen
Johan Casimir huwde te Weilburg op 10 mei 1601 met Elisabeth van Hessen-Darmstadt (Darmstadt, 29 november 1579 - Wehen, 17 juli 1655 o.s.), dochter van landgraaf George I van Hessen-Darmstadt en Magdalena van Lippe. Elisabeth werd op 2 september 1655 begraven in de Sint-Maartenskerk te Weilburg. In 1909 werd ze herbegraven in de nieuwe crypte in de Slotkerk van Weilburg.

Uit dit huwelijk werd geboren:
1. Anna Eleonora (1602[9] - Reichenweiher in de Elzas, 7 september 1685), huwde op 14 mei 1625 o.s.[10] met hertog Lodewijk Frederik van Württemberg-Mömpelgard (Mömpelgard, 29 januari 1586 - Mömpelgard, 26 januari 1631, begraven Mömpelgard, 23 maart 1631).